# Erdigriechender Schleimkopf
Der Erdigriechende Schleimkopf (Phlegmacium variecolor, Syn.: Cortinarius variecolor, Cortinarius variicolor, Cortinarius nemorensis) ist ein Blätterpilz aus der Familie der Schleierlingsverwandten (Cortinariaceae). Es ist ein sehr variabel gefärbter Pilz mit einem anfangs schmierig bis klebrigen Hut, der jung mehr oder weniger violett gefärbt ist, sich aber schon bald vom Scheitel her braun verfärbt. Seine Lamellen sind in der Jugend graublau bis blass grauviolett und der knollenlose Stiel ist weder klebrig noch schleimig. Das erdig-muffig riechende Fleisch schmeckt mild und verfärbt sich mit KOH gelb. Der Schleimkopf hat warzige mehr oder weniger mandelförmige Sporen. Die Fruchtkörper des Mykorrhizapilzes erscheinen gesellig von Juli bis Oktober überwiegend in Bergnadelwäldern. Der Pilz gilt als ungenießbar oder sehr minderwertig.

## Merkmale

### Makroskopische Merkmale
Der fleischige Hut ist 5–15 cm breit. Anfangs ist er halbkugelig, später gewölbt bis ausgebreitet und erst im hohen Alter verflacht er. Der Hutrand bleibt lange Zeit eingerollt und kann später bisweilen hochgeschlagen sein. Die Oberfläche ist zumindest anfangs am Rand schmierig-klebrig und später trocken und schwach eingewachsen radialfaserig. Bei Feuchtigkeit kann die Huthaut aber auch deutlich schleimig sein. Der Hut ist jung violett bis lila gefärbt, wird aber schon bald vom Scheitel her fuchsig-braun. Die Violetttöne können im Alter ganz verschwinden, sodass er dann mehr oder weniger Graubraun gefärbt ist.
Die ausgebuchtet angewachsenen Lamellen stehen relativ dicht. Sie sind anfangs graublau bis graubeige gefärbt und haben oft auch eine Lilatönung. Im Alter sind sie durch das Sporenpulver mehr oder weniger zimtbraun gefärbt. Die Lamellenschneiden sind weißlich.
Der feste, volle und mehr oder weniger keulige Stiel ist 5–15 cm lang und l,5–3 cm breit. Er ist jung weißlich-grau, eventuell auch blassbläulich gefärbt und wird im Alter rotbräunlich. Er ist vom braunen Velum überfasert. Im unteren Teil ist er oft mit flüchtigen bläulich braunen Zonen geschmückt.
Das Fleisch ist anfangs weißlich und hat einen leichten Lilaton. Es verfärbt sich im Alter mehr oder weniger bräunlich. Das Fleisch hat einen deutlichen, unangenehm erdig-muffigen Geruch, der ein wenig an Rote Rüben erinnert. Mit Ammoniak oder Kalilauge verfärbt sich das mild schmeckende Fleisch lebhaft gelb.

### Mikroskopische Merkmale
Die warzigen, mandelförmigen Sporen messen 10–12 × 5,5–7 µm.

## Artabgrenzung
Der Pilz ist wie viele Schleierlinge und Schleimköpfe nicht leicht zu bestimmen, da der Schleimkopf sehr unterschiedlich gefärbt sein kann. Typisch für ihn ist sein unangenehmer, erdartiger Geruch, der dem Pilz den Namen gab, außerdem ist er ein typischer Nadelwaldpilz. Sein Doppelgänger Cortinarius nemorensis kommt in Buchenwäldern vor. Dieses Taxon zählt allerdings nicht mehr als eigene Art, sondern wird teils Phlegmacium largum, dem Blassen Schleimkopf, teils dem Erdigriechenden Schleimkopf zugerechnet. Die Abgrenzung ist schwierig, da der Erdigriechende Schleimkopf auch im Buchenwald vorkommen und es auch eine geruchlose Variante geben soll.

## Ökologie und Verbreitung

Europäische Länder mit Fundnachweisen des Erdigriechenden Schleimkopfs.
Legende:
Länder mit Fundmeldungen
Länder ohne Nachweise
keine Daten
außereuropäische Länder

Der Pilz kommt in Nordamerika (Kanada, USA), Asien (Japan) und Europa vor. Er ist nahezu ganz in Europa verbreitet. Im Süden reicht sein Verbreitungsgebiet von Spanien bis nach Griechenland und Bulgarien im Südosten. Er kommt ebenso im ganzen südlichen Fennoskandinavien vor. In Großbritannien findet man ihn sehr zerstreut in Schottland und England. Auch in Nordirland wurde er nachgewiesen. In den Niederlanden ist der Schleimkopf sehr selten,  während er in den Alpenländern Schweiz, Österreich und Liechtenstein recht häufig ist. Im Norden überschreitet er kaum den 58. Breitengrad. Der höchstgelegene Fundort liegt in der Schweiz auf 2060 m NN und in Österreich über 1700 m. In Deutschland ist der Schleimkopf gebietsweise häufig, kann dafür aber in anderen Gebieten sehr selten sein oder ganz fehlen.
Man findet ihn meist in Bergfichtenwäldern, wo er gerne an Waldrändern, an grasigen Stellen und in der Nadelstreu wächst. Die Fruchtkörper erscheinen meist gesellig von Juli bis Oktober (November). Oft wachsen sie in Reihen oder Ringen. Der Mykorrhizapilz ist meist mit Fichten vergesellschaftet, kommt aber auch bei Kiefern vor. Der Erdigriechende Schleimkopf bevorzugt Kalkböden, auf Silikatböden trifft man ihn wesentlich seltener an. Das Verhältnis von Ca zu Si ist 2,6. Die Höchsttemperatur liegt etwa 9 °C und die Optimaltemperatur bei 8 °C.

## Systematik
Der Erdigriechende Schleimkopf wurde erstmals 1801 durch Christiaan Hendrik Persoon als Agaricus variecolor beschrieben. Dieser Name wurde 1821 durch Elias Magnus Fries sanktioniert. 1838 stellte Fries den Pilz in die Gattung Cortinarius. Dabei änderte Fries (unklar ist ob absichtlich oder unabsichtlich) die Schreibweise des Artepithetons auf variicolor, auch wenn in vielen wissenschaftlichen Werken und Datenbanken der Name Cortinarius variecolor verwendet wird. Der Name Cortinarius variecolor wurde in älteren Werken auch für Phlegmacium praestans, die Schleiereule, verwendet. Neben dem gültigen Binomen gibt es mindestens zwei weitere homotypische Synonyme: So stellte Paul Kummer den Schleierling als Pholiota variicolor 1871 in die Gattung Pholiota und Friedrich Otto Wünsche 1877 als Phlegmacium variecolor in die Gattung Phlegmacium. Daneben gibt es zahlreiche heterotypische Synonyme. Das wichtigste davon ist Cortinarius nemorensis (Fr.) J.E. Lange im Sinne von Moser und anderen Autoren, während Cortinarius nemorensis im Sinne von J.E. Lange heute mit Cortinarius largus synonymisiert wird. Der 1892 von Max Britzelmayr beschriebene Cortinarius largiusculus ist ein weiteres Synonym. Auch der 1959 beschriebene Cortinarius pseudovariecolor  Damblon & Lambinon wird von einigen Autoren nur als Synonym angesehen.
Weitere Synonyme sind laut Checklist of Basidiomycota of Great Britain and Ireland: Cortinarius crassus im Sinne der britischen Autoren und Cortinarius cyanopus sowie Cortinarius varius im Sinne von Cooke.
2022 wurde die ehemalige Untergattung Phlegmacium, die den Erdigriechenden Schleimkopf beinhaltet, als eigene Gattung ausgegliedert. Deshalb heißt die Art jetzt wieder Phlegmacium variecolor.

## Bedeutung
Obwohl der Erdigriechende Schleimkopf in älteren Pilzbüchern teilweise als essbar, wenn auch als sehr minderwertig bezeichnet wird, gilt er heute weitgehend als ungenießbar. Speisepilzsammler, die auf der Suche nach den ähnlichen Schleiereulen (Phlegmacium praestans) sind, sollten auf den Geruch achten. Der Erdigriechende Schleimkopf unterscheidet sich durch seinen erdigen, an Rote Bete erinnernden Geruch.